# 1924年至1925年英格蘭足總盃
1924/25球季英格蘭足總盃（英語：FA Cup），是第50屆英格蘭足總盃，今屆賽事的冠軍是錫菲聯，他們在決賽以1:0擊敗卡迪夫城，奪得冠軍。本屆賽事繼續在舊溫布萊球場舉行。
錫菲聯相隔10年再次奪得冠軍，而落敗的卡迪夫城無緣成為首支非英格蘭的足總盃冠軍隊。

## 外部連結
1. 英格蘭足總盃官網Archive-It的存檔，存档日期2012-04-24
2. 英格蘭足總盃 歷屆冠軍（页面存档备份，存于）